# Star Wars Episode I: The Phantom Menace (trò chơi điện tử)
Star Wars Episode I: The Phantom Menace là tựa game hành động phiêu lưu năm 1999 do hãng LucasArts phát hành. Trò chơi dựa theo bộ phim cùng tên của đạo diễn George Lucas. Lần đầu tiên trong lịch sử Star Wars, George Lucas đã cùng lúc tung ra hai sản phẩm: phim và game với cùng nội dung và tên gọi Star Wars Episode I: The Phantom Menace.

## Cốt truyện
Câu chuyện này xảy ra cách đây đã lâu, ở một thiên hà xa xôi nọ. Các hành tinh độc lập liên kết với nhau để tạo một liên minh gọi là "Nền cộng hòa Galactic", các chủng tộc dựa vào nhau chung sống hòa bình. Nhưng rồi bạo loạn xảy ra và nhấn chìm nền cộng hòa trong khói lửa chiến tranh. Thuế trên các tuyến đường mậu dịch dẫn đến các vì sao là nguồn thu lớn nhất của các liên đoàn tội ác, do vậy quốc hội của "Galactic" đang bàn cãi xem có nên phong tỏa các tuyến đường không gian cũng như các đoàn tàu không gian nhằm làm suy yếu sức mạnh của quân phản loạn. Lợi dụng điều này, lấy danh nghĩa của nghị viện, liên đoàn mậu dịch đã chặn các tàu đến Naboo với hy vọng có thể độc chiếm hành tinh. Trong khi sự kiện còn đang được quốc hội xem xét trước khi đi đến kết luận cuối cùng thì tể tướng Valorum, nhà lãnh đạo quyền lực nhất của nền cộng hòa, cử hai hiệp sĩ bảo vệ hòa bình và công lý là Jedi đến để giải quyết vấn đề này. Từ thời điểm này, người chơi vào vai một nhân vật trong game, được chứng kiến cũng như giải quyết mọi vấn đề nảy sinh theo cách riêng của mình.

## Lối chơi
Trong Star Wars Episode I: The Phantom Menace người chơi sẽ được đóng vai 4 nhân vật: hai hiệp sĩ Jedi thần thánh, thuyền trưởng Qui-Gon Jinn và hoa tiêu Obi-Wan Kenobi cùng với hai nhân vật của hành tinh Naboo: Nữ hoàng Amidala và đại úy Panaka, tùy thuộc vào từng màn chơi. Nếu người chơi chọn một trong hai hiệp sĩ Jedi thì có thể sử dụng thanh kiếm ánh sáng lightsaber hoặc khai triển Thần lực ngoài việc sử dụng blaster, súng phóng tên lửa proton và chất nổ (chỉ dành cho Amidala và Panaka). Người chơi còn có thể gặp gỡ và tương tác với các nhân vật phụ khác (NPC). Game có 11 màn với nhiệm vụ giải phóng hành tinh Naboo khỏi sự xâm lược của Liên minh mậu dịch, đồng thời bảo vệ Nữ hoàng Amidala và chiến đấu chống lại những đối thủ nặng ký, hung ác và rất mưu mô như Darth Maul. Một khi đã vượt qua một vài màn đầu của game, người chơi sẽ thấy Star Wars giống như Tomb Raider, Resident Evil và Grim Fandango, nghiêng nhiều về phiêu lưu hơn là hành động, đây chính là sở trường của LucasArts.

## Đón nhận
Star Wars Episode I: The Phantom Menace nhận được sự phê bình khác nhau, với GameRankings chấm cho game số điểm 62.28% dành cho phiên bản PC, và số điểm 54.39% dành cho phiên bản PlayStation. Đồng thời là tựa game bán chạy nhất ở Anh. Một điều thú vị nữa là chế độ đồ họa trong game rất đẹp nhờ sử dụng công nghẹ dựng hình 3D riêng với ánh sáng, các công trình và hành động của nhân vật được trau chuốt cẩn thận và rất chi tiết. Các hành tinh như Naboo, Theed, Tatooine, Coruscant, thành phố dưới nước Otah-Gunga được giữ lại những nét chính tạo ra sự sống động cho trò chơi. Thoạt đầu, nhiều game thủ không khỏi thất vọng vì cho rằng nếu đã xem phim rồi thì còn gì là thú vị khi phải thưởng thức thêm trò chơi này. Nhưng thực tế không phải như vậy, phim và game tuy có nội dung giống nhau nhưng cách thể hiện lại hoàn toàn khác. Các nhà sản xuất game đã khéo léo mở rộng trò chơi để nó không bị lạc lõng. Có cảnh trong phim chỉ vài phút nhưng ở game thì kéo dài tới vài giờ đồng hồ, cho người chơi rất nhiều cơ hội khám phá.